# MP4
MP4或稱MPEG-4第14部分（英語：MPEG-4 Part 14）是一種標準的數位多媒體容器格式。MPEG-4第14部分的扩展名為.mp4，以儲存數位音訊及數位影片為主，但也可以儲存字幕和静止图像。因其可容納支持位元流的視訊流（如進階視訊編碼），為流媒体。
雖然攜帶式媒體播放器有時會稱作「MP4播放器」，但並不僅限於播放MP4格式的影片，有些也可以播放AMV、MKV或其他影片格式。
扩展名為.flv或.f4v并同樣基於ISO基礎媒體文件格式（MPEG-4第12部分）的Flash視訊格式與MPEG-4第14部分極為相似，多數情況下直接變更扩展名為.mp4也能夠正常播放。

## 版本
| 版本 | 發佈日期 | 標準                  | 描述                               | 修訂版本 |
| ---- | -------- | --------------------- | ---------------------------------- | -------- |
| 1    | 2001年   | ISO/IEC 14496-1:2001  | MPEG-4 第1部分（Systems）          | 1        |
| 2    | 2003年   | ISO/IEC 14496-14:2003 | MPEG-4 第14部分（MP4 file format） | 1        |
| 2    | 2018年   | ISO/IEC 14496-14:2018 | MPEG-4 第14部分（MP4 file format） | 2        |
| 2    | 2020年   | ISO/IEC 14496-14:2020 | MPEG-4 第14部分（MP4 file format） | 3        |

## 扩展名
雖然被官方標準定義的唯一扩展名是.mp4，但第三方通常會使用各種扩展名來指示文件的內容：
- 同時擁有音訊視訊的MPEG-4文件通常使用標準扩展名.mp4
- 僅有音頻的MPEG-4文件會使用.m4a扩展名，對於不受保護的內容更是如此
  - 通过iTunes Store销售的被数字版权管理加密的僅擁有音频流的MPEG-4文件會使用.m4p作為扩展名
  - 包含章节标记，图像和超链接的有声读物、播客文件或是元數據會使用.m4b作為扩展名，但有時候也會使用.m4a作為扩展名。使用.m4a扩展名的文件不能使用書籤來記錄播放位置，而使用.m4b扩展名的就可以做到這一點
  - 蘋果公司的iPhone手機使用MPEG-4音頻作為其電話鈴聲，但扩展名為.m4r而不是.m4a
- 原始的MPEG-4視訊流會使用.m4v扩展名，但該扩展名也被用於僅有視訊流的MPEG-4文件
- 移動電話使用3GP視訊格式（MPEG-4 第12部分，又被稱為MPEG-4/JPEG2000基本媒體文件格式），它類似於MP4格式但使用.3gp或是.3g2扩展名，該格式還存儲非MPEG-4數據（如AMR，TX3G）

## 數據流
大部分數據可以通過專用數據流嵌入到MP4文件中，因此MP4文件中包含了一個單獨的用於儲存流信息的軌道。已註冊的用於MPEG-4 第14部分的編解碼器已經在MP4註冊機構的網站上列出，但其中依舊有部分格式沒有得到大多數MP4播放器的支持，目前得到廣泛支持的編解碼器或數據流格式有：
- 視訊格式：高效率視訊編碼（H.265/HEVC/MPEG-H第2部分）、進階視訊編碼（H.264/AVC/MPEG-4第10部分）和可視化MPEG-4（MPEG-4第2部分）（英语：MPEG-4 Part 2）

新加入的視訊格式：RV60（RealVideo HD/RMHD）、VP9等
被淘汰的視訊格式：H.263、H.262（MPEG-2第2部分）、MPEG-1和H.261
- 音頻格式：進階音頻編碼（AAC）

同時也兼容所有MPEG-4第三部分中指定的音頻對象類型，例如音頻無失真編碼（MPEG-4 ALS）、可擴展無失真編碼（MPEG-4 SLS）、码激励线性预测（CELP）、MPEG-1或MPEG-2 音频层III（MP3）、MPEG-1 音频层II（MP2）、MPEG-1 音频层I（MP1）
此外也可相容在MP4注册机构网站上所注册过的音频格式，如蘋果無失真音頻編碼（ALAC）、Opus、AC-3等
- 字幕格式：MPEG-4定時文本（3GPP定時文本/MPEG-4第17部分）（英语：MPEG-4 Part 17）和DVD字幕（.sub和.idx）

## 元數據
MP4文件不僅可以包含由格式标准定义的元数据，还可包含遵從可扩展元数据平台（XMP）标准的元数据。

## 外部連結
- 影片轉換軟體
- RFC 4337 - MIME Type Registration for MPEG-4

1. ↑  .   [2018-02-08]. （原始内容存档于2020-11-06）.